# Уловки Норбита
«Уло́вки Но́рбита» (англ. Norbit) — комедия режиссёра Брайана Роббинса. Рейтинг MPAA — PG-13 (не рекомендуется детям до 13 лет). Фильм снят в соавторстве с Эдди Мерфи. В фильме снимались Тэнди Ньютон, Терри Круз, Куба Гудинг-младший, Эдди Гриффин, Кэтт Уильямс, Марлон Уэйанс и Чарли Мерфи. Он был выпущен DreamWorks и Paramount Pictures.
Фильм был смешанно принят критиками и принес Мерфи три премии «Золотая малина» из восьми номинаций фильма. Фильм получил номинацию на премию «Оскар» за лучший грим. Фильм собрал в мировом прокате 159 миллионов долларов при производственном бюджете в 60 миллионов.

## Сюжет
Жизнь Норбита с самого детства была полна испытаний и разочарований. Брошенный родителями у дверей китайского ресторанчика и воспитанный мистером Вонгом, с начальной школы он был обречён ходить в ухажёрах монструозной Распьюши. Не смея возразить своей защитнице, герой женится на ней. Затем в город возвращается первая любовь Норбита, прекрасная Кейт. Теперь ему предстоит как-то избавиться от деспотичной Распьюши и завоевать сердце Кейт.

## В ролях
| Актёр              | Роль                               |
| ------------------ | ---------------------------------- |
| Эдди Мёрфи         | Норбит / Распьюша / Мистер Вонг    |
| Тэнди Ньютон       | Кейт Томас                         |
| Терри Крюс         | большой Джек Латимор               |
| Клифтон Пауэлл     | Эрл Латимор                        |
| Лестер Спейт       | Блу Латимор                        |
| Кьюба Гудинг мл.   | Дилан Хьюз жених Кейт              |
| Эдди Гриффин       | Папа Сладкий Иисус Местный сутенер |
| Кэт Уильямс        | Господи, помилуй Местный сутенер   |
| Флойд Ливайн       | Эйб портной                        |
| Энтони Расселл     | Сэм Джованни хозяин ресторана      |
| Пэт Кроуфорд Браун | миссис Хендерсон цветочница        |
| Джанетт Миллер     | миссис Коулман                     |
| Майкл Кольяр       | Моррис парикмахер                  |
| Марлон Уэйанс      | Бастер тренер по степу             |
| Алексис Ри         | миссис Лин Лин Вонг                |
| Ричард Гант        | проповедник                        |
| Чарли Мёрфи        | пёс Ллойд озвучка                  |

## Съёмочная группа
- Режиссёр: Брайан Роббинс
- Сценарий: Чарлз К. Мерфи, Дэвид Ронн, Джей Шерик, Эдди Мёрфи
- Оператор: Дж. Кларк Мэтис
- Художник-постановщик: Клэй Э. Гриффит
- Композитор: Дэвид Ньюман
- Монтаж: Нед Бастиль

## Прокат
В Канаде и США фильм вышел в прокат 9 февраля 2007 года, в Аргентине, Германии и России — 8 марта 2007 года, в Израиле, Португалии и Республике Корея — 15 марта 2007 года.

## Награды
В 2008 году фильм получил три премии «Золотая малина» — за худшую мужскую роль, худшую мужскую роль второго плана и худшую женскую роль второго плана (все премии достались Эдди Мёрфи) и номинировался ещё на четыре (худший фильм, худшая экранная пара, худший режиссёр и худший сценарий).
| Год  | Награда        | Номинация                                    | Претендент              | Результат |
| ---- | -------------- | -------------------------------------------- | ----------------------- | --------- |
| 2008 | Золотая малина | Худший фильм                                 | —                       | Номинация |
| 2008 | Золотая малина | Худший режиссёр                              | Брайан Роббинс          | Номинация |
| 2008 | Золотая малина | Худшая мужская роль                          | Кьюба Гудинг мл.        | Номинация |
| 2008 | Золотая малина | Худшая мужская роль                          | Эдди Мёрфи              | Победа    |
| 2008 | Золотая малина | Худшая мужская роль второго плана            | Эдди Мёрфи              | Победа    |
| 2008 | Золотая малина | Худшая женская роль второго плана            | Эдди Мёрфи              | Победа    |
| 2008 | Золотая малина | Худший сценарий                              | Эдди Мёрфи, Чарли Мёрфи | Номинация |
| 2008 | Золотая малина | Худший актёрский дуэт                        | Эдди Мёрфи и Эдди Мёрфи | Номинация |
| 2008 | Оскар          | Лучший грим                                  | Рик Бейкер              | Номинация |
| 2010 | Золотая малина | Худшая мужская роль за прошедшее десятилетие | Эдди Мёрфи              | Победа    |